# インテュイティブ・マシーンズ
インテュイティブ・マシーンズ（英語: Intuitive Machines）はアメリカ合衆国テキサス州ヒューストンに本社を置く航空宇宙企業。月着陸機の開発などを行っている。2024年に実施されたIM-1ミッションでは、民間企業の宇宙船として世界初の月面着陸成功を遂げた。

## 歴史
インテュイティブ・マシーンズはNASAのジョンソン宇宙センターで工学部門のディレクターを務めたSteve Altemus、月着陸機開発を目的としていたNASAのProject Morpheusで飛行力学を担当したTim Crain、起業家のKam Ghaffarian、の3人によって2013年に創業された。
2018年11月、NASAは月面へ観測機器などのペイロードの輸送を民間企業に委託する取り組み、商業月面輸送サービス(CLPS)に参加する資格をインテュイティブ・マシーンズなど9社に与えることを発表。そして2019年5月、NASAはCLPSの第一弾を請負う民間企業としてインテュイティブ・マシーンズとアストロボティック・テクノロジーを選定した。2023年に打ち上げが予定されているインテュイティブ・マシーンズ初の宇宙ミッションIM-1にはCLPSを通してNASAが同社に輸送を委託した観測機器が6つ搭載される。
2020年10月にはNASAのPRIME-1ドリルの月面への輸送をNASAから委託された。こちらはIM-2に搭載されて月の極域に運ばれる予定となっている。

## 月着陸機
インテュイティブ・マシーンズは月着陸機Nova-Cや月探査機μNovaを開発している。またこの他に様々な宇宙機の検討を行っている。

### Nova-C
Nova-Cはインテュイティブ・マシーンズが開発中の月着陸機。かつてNASAが月着陸機の開発を行ったProject Morpheusの技術を元にしている。2022年現在、IM-1、IM-2、IM-3の3つのミッションが予定されている。IM-1で使用されるNova-Cはオデュッセウスと名付けられている。
IM-1ミッションにおいて、Nova-Cはファルコン9ロケットにより2024年2月15日にフロリダ州のケネディ宇宙センターから打ち上げられ、22日に月面着陸に成功した。これをもって民間企業の宇宙船として世界初の月面着陸成功となった。
しかし着陸後は月の夜に入ったことで太陽光発電ができなくなり、運用を休止。3月20日以降に再起動を試みても通信が返ってこないため機体の充電が尽きたと判断され、3月23日に運用終了が発表された。

### Nova-D
Nova-DはNova-Cよりも大型の月着陸機で、VR900エンジンを2基搭載し、タンクもNova-Cより大型化されている。月面へ500kg以上のペイロードを輸送する能力を持つ。
インテュイティブ・マシーンズはAVL、ボーイング、ミシュラン、ノースロップ・グラマンと共同で、宇宙飛行士の月面での移動が想定されているアルテミス計画用の月面車Lunar Terrain Vehicleの開発をNASAに提案している。この企業チームの中でインテュイティブ・マシーンズは月への輸送を担当しており、月面車をNova-Dに搭載して地球から月面へ運ぶことを構想している。

### Nova-M
Nova-Mはインテュイティブ・マシーンズ最大の月着陸機で、VR3500エンジンを2基搭載している。同社によると、Nova-Mは月面へ5,000kgのペイロードを輸送することができるという。当初インテュイティブ・マシーンズはVR3500エンジンをボーイングがNASAのアルテミス計画の有人月着陸機 (HLS) での採用を目指し構想していた月着陸機で使用するエンジンとして開発していた。

### μNova
着陸機ではないものの、月面の2地点間をロケットエンジンを噴射し跳躍するように移動するμNova（マイクロノバ）という宇宙機の開発も行われている。これは月面着陸後の着陸機から離陸し、内蔵されたエンジンを用いて飛行の後、離れた地点へ着陸する「ホッパー」という種類の探査機で、月の縦穴や急峻なクレーターの調査で使うことが見込まれている。最初のμNovaはIM-2ミッションへの相乗りを予定している。IM-2に搭載されるμNovaは1kgのペイロードを載せた状態で月面を2.5km以上移動できるか試験する。以降のミッションではμNovaは5kgのペイロードを載せて25km移動することが目標となっている。

## 宇宙ミッション
2022年現在、3つのミッションが予定されている。
| ミッション名 | 使用機体 | 打ち上げ年月日 | 着陸年月日    | 主な顧客                                                                     | 備考                             |
| ------------ | -------- | -------------- | ------------- | ---------------------------------------------------------------------------- | -------------------------------- |
| IM-1         | Nova-C   | 2024年2月15日  | 2024年2月22日 | NASA GLL Space Lonestar Data Holdings Inc.                                   | 月着陸の直前にカメラを分離する。 |
| IM-2         | Nova-C   | 2024年         | 未定          | NASA ノキア Lunar Outpost Spaceflight, Inc.（月周回軌道まで相乗り） ダイモン | μNovaを搭載                      |
| IM-3         | Nova-C   | 2024年         | 未定          | NASA                                                                         |                                  |